# Aspilota xuexini
Aspilota xuexini är en stekelart som beskrevs av Sergey A. Belokobylskij 2007. Aspilota xuexini ingår i släktet Aspilota och familjen bracksteklar. Inga underarter finns listade.